# Torbes (municipalité)
Pour les articles homonymes, voir Torbes.
Torbes est l'une des vingt-neuf municipalités de l'État de Táchira au Venezuela. Son chef-lieu est San Josecito. En 2011, la population s'élève à 49 577 habitants.

## Géographie

### Subdivisions
Selon l'Institut national de statistique et contrairement à la plupart des municipalités du pays, la municipalité de Torbes ne comporte aucune paroisse civile.